# Noé-les-Mallets
Noé-les-Mallets és un municipi francès situat al departament de l'Aube i a la regió del Gran Est. L'any 2007 tenia 120 habitants.
El 22 de març de 2011 canvia el seu nom de Noë-les-Mallets a Noé-les-Mallets.

## Demografia

### Població
El 2007 la població de fet de Noé-les-Mallets era de 120 persones. Hi havia 49 famílies de les quals 11 eren unipersonals (11 dones vivint soles i 11 dones vivint soles), 19 parelles sense fills i 19 parelles amb fills.
La població ha evolucionat segons el següent gràfic:
Habitants censats

### Habitatges
El 2007 hi havia 68 habitatges, 49 eren l'habitatge principal de la família, 13 eren segones residències i 7 estaven desocupats. Tots els 66 habitatges eren cases. Dels 49 habitatges principals, 43 estaven ocupats pels seus propietaris, 5 estaven llogats i ocupats pels llogaters i 1 estava cedit a títol gratuït; 3 tenien dues cambres, 6 en tenien tres, 5 en tenien quatre i 35 en tenien cinc o més. 43 habitatges disposaven pel capbaix d'una plaça de pàrquing. A 22 habitatges hi havia un automòbil i a 25 n'hi havia dos o més.

### Piràmide de població
La piràmide de població per edats i sexe el 2009 era:
| Homes | Edats   | Dones |
| ----- | ------- | ----- |
| 0     | 95 o +  | 0     |
| 0     | 90 a 94 | 0     |
| 0     | 85 a 89 | 4     |
| 0     | 80 a 84 | 4     |
| 4     | 75 a 79 | 8     |
| 0     | 70 a 74 | 0     |
| 4     | 65 a 69 | 0     |
| 4     | 60 a 64 | 0     |
| 4     | 55 a 59 | 4     |
| 4     | 50 a 54 | 8     |
| 12    | 45 a 49 | 12    |
| 0     | 40 a 44 | 4     |
| 0     | 35 a 39 | 0     |
| 8     | 30 a 34 | 4     |
| 0     | 25 a 29 | 4     |
| 8     | 20 a 24 | 0     |
| 12    | 15 a 19 | 0     |
| 8     | 10 a 14 | 4     |
| 0     | 5 a 9   | 8     |
| 0     | 0 a 4   | 0     |

## Economia
El 2007 la població en edat de treballar era de 82 persones, 61 eren actives i 21 eren inactives. De les 61 persones actives 60 estaven ocupades (33 homes i 27 dones) i 1 aturada (1 dona i 1 dona). De les 21 persones inactives 8 estaven jubilades, 6 estaven estudiant i 7 estaven classificades com a «altres inactius».

### Ingressos
El 2009 a Noé-les-Mallets hi havia 51 unitats fiscals que integraven 124 persones, la mediana anual d'ingressos fiscals per persona era de 50.695,5 €.

### Activitats econòmiques
Dels 8 establiments que hi havia el 2007, 6 eren d'empreses alimentàries i 2 d'empreses immobiliàries.
L'únic establiment comercial que hi havia el 2009 era una fleca.
L'any 2000 a Noé-les-Mallets hi havia 31 explotacions agrícoles que ocupaven un total de 650 hectàrees.

## Poblacions més properes
El següent diagrama mostra les poblacions més properes.